# Norgesmesterskapet 1955
La Norgesmesterskapet 1955 di calcio fu la 50ª edizione del torneo. La squadra vincitrice fu lo Skeid, che vinse la finale contro il Lillestrøm con il punteggio di 5-0.

## Risultati

### Terzo turno
| Squadra 1   | Risultato      | Squadra 2        |
| ----------- | -------------- | ---------------- |
| Lyn Oslo    | 2 - 2 (d.t.s.) | Frigg            |
| Fredrikstad | 4 – 0          | Gjøvik-Lyn       |
| Asker       | 1 – 0          | Storm            |
| Kapp        | 4 – 3          | SK Brage         |
| Larvik Turn | 5 – 1          | Snøgg            |
| Pors        | 2 - 4          | Sandefjord BK    |
| Odd         | 5 – 1          | Drafn            |
| Ålgård      | 2 - 6          | Brann            |
| Varegg      | 4 – 2          | Buøy             |
| Langevåg    | 3 - 7          | Strømmen         |
| Molde       | 0 - 3          | Lillestrøm       |
| Rosenborg   | 4 – 2          | Sparta Sarpsborg |
| Sverre      | 3 – 1          | Freidig          |
| HamKam      | 0 - 1          | Skeid            |
| Lisleby     | 3 – 2 (d.t.s.) | Vålerengen       |
| Nærbø       | 1 - 2          | Viking           |

#### Ripetizione
| Squadra 1 | Risultato | Squadra 2 |
| --------- | --------- | --------- |
| Frigg     | 0 - 4     | Lyn Oslo  |

### Quarto turno
| Squadra 1     | Risultato      | Squadra 2   |
| ------------- | -------------- | ----------- |
| Lillestrøm    | 4 – 3          | Viking      |
| Fredrikstad   | 8 – 1          | Varegg      |
| Skeid         | 5 – 1          | Sverre      |
| Strømmen      | 3 - 3 (d.t.s.) | Odd         |
| Sandefjord BK | 5 – 0          | Kapp        |
| Viking        | 4 – 0          | Lisleby     |
| Brann         | 1 - 3          | Asker       |
| Rosenborg     | 2 - 4          | Larvik Turn |

#### Ripetizione
| Squadra 1 | Risultato | Squadra 2 |
| --------- | --------- | --------- |
| Odd       | 1 - 2     | Strømmen  |

### Quarti di finale
| Squadra 1   | Risultato | Squadra 2     |
| ----------- | --------- | ------------- |
| Asker       | 4 – 1     | Fredrikstad   |
| Lillestrøm  | 1 – 0     | Strømmen      |
| Skeid       | 2 – 1     | Sandefjord BK |
| Larvik Turn | 1 - 2     | Viking        |

### Semifinali
| Squadra 1 | Risultato | Squadra 2  |
| --------- | --------- | ---------- |
| Asker     | 0 - 1     | Lillestrøm |
| Viking    | 1 - 2     | Skeid      |

### Finale
| Arbitro: | Klausen |

|                                    |           |  |
| Hennum 1’, 15’ Farem 50’, 76’, 84’ | Marcatori |  |

#### Formazioni
| Skeid (2-3-5) |  |                    |
|               |  |                    |
| POR           |  | Øivind Johannessen |
| DIF           |  | Arne Winther       |
| DIF           |  | Knut Gudem         |
| CEN           |  | Jan Gulbrandsen    |
| CEN           |  | Leif Belgen        |
| CEN           |  | Finn Gundersen     |
| ATT           |  | Jan Erik Wold      |
| ATT           |  | Hans Nordahl       |
| ATT           |  | Harald Hennum      |
| ATT           |  | Bernhard Johansen  |
| ATT           |  | Jack Farem         |

| Lillestrøm (2-3-5) |  |                   |
|                    |  |                   |
| POR                |  | Anders Binde      |
| DIF                |  | Hans Hansen       |
| DIF                |  | Kjell Waaler      |
| CEN                |  | Rolf Wahl         |
| CEN                |  | Ivar Christiansen |
| CEN                |  | Svein Bergersen   |
| ATT                |  | Odd Karlsen       |
| ATT                |  | Ivar Hansen       |
| ATT                |  | Sverre Borgersen  |
| ATT                |  | Gunnar Arnesen    |
| ATT                |  | Per Sæther        |